# Kiudu lõpp
Kiudu lõpp är en vik på sydöstra Ösel i Estland. Den ligger i landskapet Saaremaa (Ösel), i den västra delen av landet, 140 km sydväst om huvudstaden Tallinn. Den tillhör sedan kommunreformen 2017 Ösels kommun, dessförinnan var den belägen i Paide kommun.